# Sự sa ngã của con người

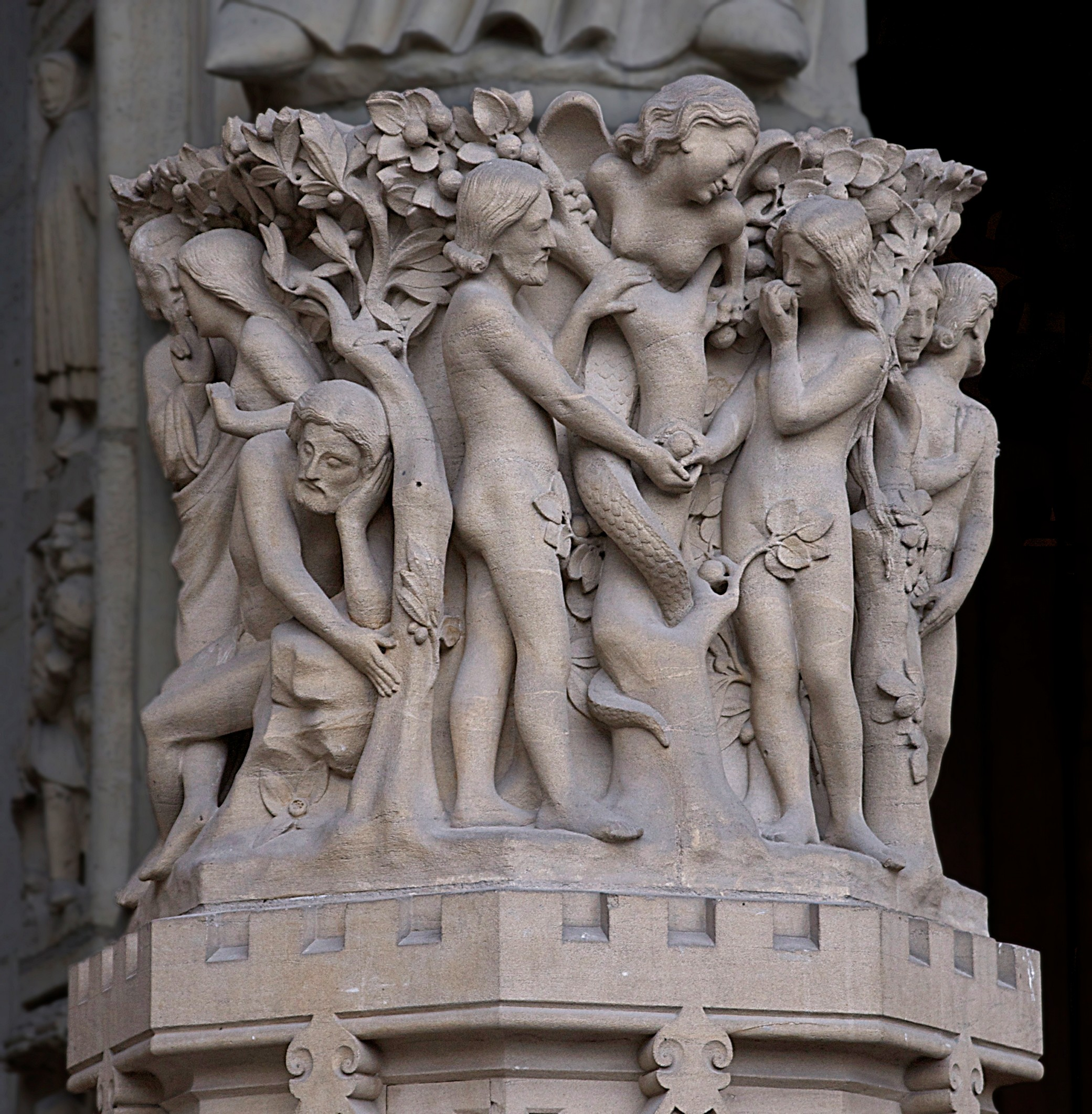
Adam, Eva và một con rắn cái ở lối vào nhà thờ Đức Bà Paris

Sa ngã của con người, hay sự sa ngã, là một thuật ngữ được sử dụng trong Kitô giáo để mô tả sự di chuyển của người đàn ông và phụ nữ đầu tiên từ trạng thái vâng phục vô tội đối với Thiên Chúa sang trạng thái bất tuân mang tính tội lỗi. Mặc dù không có tên trong Kinh Thánh, nhưng học thuyết về sự sa ngã này xuất phát từ một cách giải thích Kinh thánh về Sáng thế ký chương 3. Lúc đầu, Adam và Eva sống với Chúa trời trong Vườn Địa đàng, nhưng con rắn đã cám dỗ họ ăn trái cây từ cây tri thức về thiện và ác, điều mà Chúa đã cấm. Sau khi làm như vậy, họ trở nên xấu hổ vì sự trần trụi của họ và Chúa đã trục xuất họ ra khỏi Vườn địa đàng để ngăn họ khỏi ăn trái cây sự sống và trở thành bất tử.
Đối với nhiều giáo phái Kitô giáo, học thuyết về sự sa ngã có liên quan chặt chẽ với tội lỗi nguyên thủy. Họ tin rằng sự sa ngã này đã mang tội lỗi vào thế giới, làm hư hỏng toàn bộ thế giới tự nhiên, bao gồm cả bản chất con người, khiến tất cả con người sinh ra trong tội lỗi nguyên thủy, một trạng thái mà họ không thể có được sự sống đời đời nếu không có ân sủng của Thiên Chúa. Giáo hội Chính thống phương Đông chấp nhận khái niệm về sự sa ngã này nhưng bác bỏ ý kiến cho rằng tội lỗi nguyên thủy được truyền qua nhiều thế hệ, một phần dựa trên đoạn văn Ezekiel 18:20 nói rằng một đứa con trai không phạm tội của cha mình. Người Tin Lành Calvin tin rằng Giêsu đã hiến mạng sống của mình như một sự hy sinh cho người được bầu, vì vậy họ có thể được cứu chuộc khỏi tội lỗi của họ. Do Thái giáo không có khái niệm "sự sa ngã" hay "tội lỗi nguyên thủy" và có nhiều cách giải thích khác nhau về tường thuật sự kiện trong vườn Eden. Lapsarianism, các trật tự logic của các nghị định của Thiên Chúa liên quan đến sa ngã, thể hiện sự khác biệt bằng cách đặt tên, với một số người theo thần học Calvin, được đặt tên là là supralapsarian (antelapsarian, prelapsarian hoặc prelapsarian, nghĩa là trước khi sa ngã) hoặc infralapsarian (sublapsarian, postlapsarian, sau khi sa ngã).
Câu chuyện về Vườn Địa đàng và sự sa ngã của con người đại diện cho một truyền thống giữa các dân tộc Abraham, với một lý giải ít nhiều mang tính biểu tượng của những sự thật đạo đức và tôn giáo nhất định.